# Химическа физика
Химическата физика е научна област, изучаваща химичните процеси от гледна точка на физиката и с използване на техники от атомната и молекулярната физика и физиката на кондензираната материя. Тя се различава от физикохимията по това, че се фокусира върху характерните елементи и теории на физиката, докато физикохимията изучава главно физичната природа на химията. Границата между двете области не е отчетлива, като често учените работят и в двете направления при своите изследвания.